# Superkup ABA lige 2018.
Superkup ABA lige je svoje drugo izdanje imao u rujnu 2018. godine u Laktašima, Bosna i Hercegovina, u Športskoj dvorani "Laktaši". 
 
Natjecanje je osvojila "Crvena zvezda mts" iz Beograda.

## Sustav natjecanja
Natjecanje se igra kao kup osam momčadi na jednu utakmicu. U natjecanju sudjeluje prvih sedam momčadi iz ABA lige 2017./18. i domaćin natjecanja (Igokea). 

## Sudionici
- Igokea - Aleksandrovac / Laktaši
- Budućnost VOLI - Podgorica
- Mornar - Bar
- Cedevita - Zagreb
- Zadar - Zadar
- Petrol Olimpija -  Ljubljana
- Crvena zvezda mts - Beograd
- Partizan NIS - Beograd

## Rezultati
Igrano od 20. do 23. rujna 2018. godine u Športskoj dvorani "Laktaši".
| klub1             | rez.            | klub2             |
| četvrtzavršnica   | četvrtzavršnica | četvrtzavršnica   |
| ----------------- | --------------- | ----------------- |
| Mornar            | 77:91           | Partizan NIS      |
| Budućnost VOLI    | 90:86           | Igokea            |
| Cedevita          | 85:77           | Zadar             |
| Crvena zvezda mts | 86:60           | Petrol Olimpija   |
|                   |                 |                   |
| poluzavršnica     |                 |                   |
| Partizan NIS      | 87:90           | Budućnost VOLI    |
| Cedevita          | 68:79           | Crvena zvezda mts |
|                   |                 |                   |
| završnica         |                 |                   |
| Budućnost VOLI    | 75:89           | Crvena zvezda mts |

## Nagrade za igrače
MVP natjecanja
- Mouhammad Faye (Crvena zvezda mts)[1]

## Unutrašnje poveznice
- Superkup ABA lige
- ABA liga 2018./19.
- Druga ABA liga 2018./19.
- Kvalifikacije za ABA ligu 2019.
- Premijer košarkaška liga 2018./19.

## Vanjske poveznice
- aba-liga.com - stranice natjecanja